# Etelbaldo da Mércia
Etelbaldo da Mércia (em inglês: Aethelbald ou  Æthelbald; morto em 757) foi Rei da Mércia, no que é hoje a região das Midlands, Inglaterra, de 716 a 757. Durante seu longo reinado, a Mércia tornou-se o reino dominante dos anglo-saxões, e recuperou a posição de preeminência que tivera durante o século VII sob os governos dos poderosos reis da Mércia: Penda e Vulfário. A dominação mércia da Inglaterra continuou até o final do século VIII, Offa, neto do primo de Etelbaldo, Eanulfo, governou por mais de 39 anos, começando logo após o assassinato de Etelbaldo.
Etelbaldo subiu ao trono com a morte de seu primo, o rei Ceolredo. Naquela ocasião, Saxônia Ocidental e Kent eram governados por reis poderosos, mas transcorridos quinze anos, o cronista contemporâneo Beda descreve Etelbaldo como governante de toda a parte da Inglaterra localizada ao sul do estuário Humber. A Crônica anglo-saxã não lista Etelbaldo como um bretwalda, ou "Governante da Bretanha", embora isto possa dever-se ao fato da Crônica ser originária da Saxônia Ocidental.
São Bonifácio escreveu a Etelbaldo por volta de 745, reprovando-o por vários atos devassos e irreligiosos. Em 747, o Concílio de Clovecho, e um documento assinado por Etelbaldo em Gumley, em 749, que liberou a Igreja de algumas de suas obrigações, podem ter sido em resposta à carta de Bonifácio. Etelbaldo foi morto em 757 pelos seus guarda-costas. Foi sucedido, por um curto período, por Beornredo, de quem pouco se sabe, mas em pouco menos de um ano Offa se apoderou do trono.

## Juventude e chegada ao poder

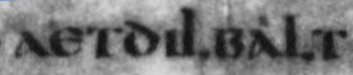
O nome de Etelbaldo da Mércia no Diploma de Ismere, provavelmente escrito em 736

Etelbaldo descende da linhagem real da Mércia, apesar de seu pai, Alweo, nunca ter sido rei. O pai de Alweo era Eowa, que pode ter partilhado o trono, por algum tempo, com seu irmão, Penda. A Crônica anglo-saxã não menciona Eowa; embora ela situe cronologicamente o reinado de Penda nos trinta anos que se estenderam de 626 a 656, quando Penda foi morto na batalha do Winwaed. No entanto, duas fontes mais recentes, nomeiam Eowa como um governante temporário: o Historia Brittonum e o Annales Cambriae. O Annales Cambriae é a fonte para a morte Eowa em 644, na batalha de Maserfield, onde Penda derrotou Osvaldo da Nortúmbria. Os detalhes sobre o reinado de Penda são escassos, e é assunto para especulações sobre se foi Eowa um rei interino, leal a Penda, ou se Eowa e Penda dividiram a Mércia entre eles. Caso eles tenham dividido o reino, é provável que Eowa governou a Mércia setentrional, uma vez que o filho de Penda, Peada, tornou-se, mais tarde, rei da Mércia meridional por ordem de seu sogro, Osvio da Nortúmbria, que derrotou os mércios e matou Penda em 656. É possível que Eowa lutou contra Penda em Maserfield.
Durante a juventude de Etelbaldo, a dinastia Penda governou a Mércia; Ceolredo, neto de Penda e, portanto, primo de segundo grau de Etelbaldo, foi rei da Mércia de 709 a 716. Uma fonte antiga, "A Vida de São Gutlaco" de Felix, revela que Ceolredo foi quem mandou Etelbaldo para o exílio. Gutlaco foi um nobre da Mércia, que abandonou uma vida de violência para tornar-se inicialmente um monge em Repton, e mais tarde um eremita morando em um caixão de chumbo em Crowland, nos pântanos da Ânglia Oriental. Durante o exílio de Etelbaldo, ele e seus homens também se refugiaram nos Fens, e visitaram Gutlaco. Gutlaco era simpático à causa de Etelbaldo, talvez por causa da opressão que Ceolredo exercia sobre os mosteiros. Outros visitantes de Gutlaco incluiu o bispo Haedde de Lichfield, um influente mércio, e pode ser que o apoio de Gutlaco tenha sido politicamente útil para Etelbaldo ganhar o trono. Após a morte de Gutlaco, Etelbaldo teve um sonho no qual Gutlaco profetizou grandeza para ele, e mais tarde, homenageou Gutlaco com um santuário, quando se tornou rei.
Quando Ceolredo morreu de ataque cardíaco durante um banquete, Etelbaldo retornou à Mércia e se tornou governante. É possível que um rei chamado Ceolvaldo, talvez um irmão de Ceolredo, tenha reinado por um curto tempo entre Ceolredo e Etelbaldo. A chegada ao poder de Etelbaldo encerrou a dinastia Penda; o reinado de Etelbaldo foi seguido, após um breve intervalo, pelo de Offa, outro descendente de Eowa.

## Domínio mércio

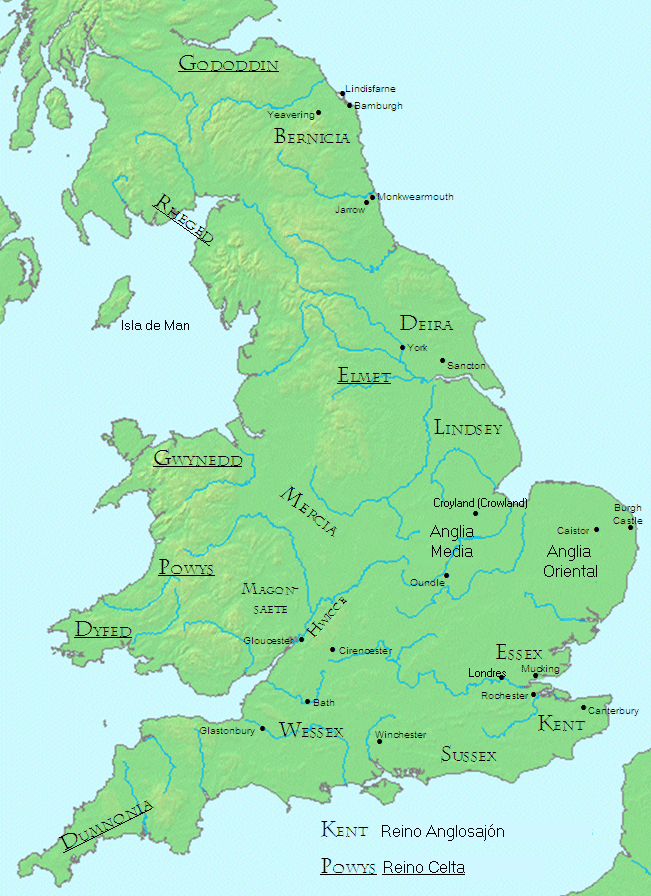
Os reinos da Bretanha no final do século VII, quando nasceu Etelbaldo

O reinado de Etelbaldo marcou o ressurgimento do poder mércio, que duraria até o final do século VIII. Com exceção do curto reinado de Beornredo, que sucedeu Etelbaldo por menos de um ano, a Mércia foi governada, durante oitenta anos, por dois dos mais poderosos monarcas anglo-saxões: Etelbaldo e Offa. Esses longos reinados eram muito incomuns nesses tempos antigos; durante o mesmo período, onze reis reinaram na Nortúmbria, muitos dos quais morreram de morte violenta.
Por volta de 731, Etelbaldo dominava todo o território inglês situado ao sul do estuário Humber. Há poucas evidências diretas da relação entre Etelbaldo e os reis que eram dependentes dele. Geralmente, um rei vassalo sujeito a um suserano como Etelbaldo continuaria a ser considerado como rei, mas teria reduzida sua independência em alguns aspectos. As cartas ou foros são fontes que oferecem importantes evidências desta relação; estes eram documentos que outorgavam terras aos vassalos ou ao clero, e eram testemunhados pelos reis, que tinham o poder de conceder as terras. Uma carta de concessão de terras no território de um dos reis vassalos deveria trazer registrado os nomes do rei, bem como o do suserano na lista de testemunhas anexado à concessão; essa lista de testemunhas pode ser vista no Diploma de Ismere, por exemplo. Os títulos atribuídos aos reis nestas cartas podem também ser reveladores: um rei pode ser descrito como um subregulus, ou rei interino.
Informações suficientes sobrevivem para sugerir o progresso da influência de Etelbaldo sobre dois dos reinos sulistas, Saxônia Ocidental e Kent. No início do reinado de Etelbaldo, Kent e Saxônia Ocidental eram governados por reis poderosos; Vitredo e Ine, respectivamente. Vitredo de Kent morreu em 725, e Ine da Saxônia Ocidental, um dos governantes mais formidáveis de sua época, abdicou em 726 para ir em peregrinação a Roma. De acordo com a Crônica anglo-saxã, o sucessor de Ine, Etelhardo, lutou naquele ano com um ealdormano chamado Osvaldo, a quem a Crônica mostra como descendente de Ceaulino, um antigo rei da Saxônia Ocidental. Etelhardo finalmente triunfou nesta luta pelo trono, e há indicações subsequentes que governou sob a autoridade da Mércia. Por isso, pode ser que Etelbaldo tenha ajudado Etelhardo e seu irmão, Cutredo, que sucedeu Etelhardo em 739. Há também evidências de que o território de Sussex libertou-se do domínio da Saxônia Ocidental no início da década de 720, e isso pode indicar a influência crescente de Etelbaldo na região, embora pareça ter mais a ver com Kent, do que com a Mércia, influência que foi enfraquecendo o controle da Saxônia Ocidental.
Quanto a Kent, há evidências de cartorários que mostram que Etelbaldo foi patrono das igrejas de Kent. Não há provas nas cartas, entretanto, que mostrem que Etelbaldo deveria dar seu consentimento no momento de outorgar terras; além disso, chegaram até nossos dias cartas de Etelberto e Edberto I, ambos os reis de Kent, nas quais eles concedem terras sem o consentimento de Etelbaldo. Pode ser que as cartas mostrem que o domínio de Etelbaldo simplesmente não sobreviveu mas, em qualquer caso, o resultado é que não há nenhuma evidência direta da extensão da influência de Etelbaldo sobre Kent.
Pouco se sabe a respeito dos eventos em Essex, mas foi nessa época que Londres foi anexada ao reino da Mércia, em lugar de Essex. Três dos antecessores de Etelbaldo: Etelredo, Coenredo, e Ceolredo, confirmaram uma carta saxã oriental que concedia Twickenham a Valdério, bispo de Londres. Por intermédio das cartas de Kent sabe-se que Etelbaldo controlava Londres, e a partir do reinado deste monarca, a transição para o controle mércio aparenta ter-se completado; uma antiga carta de Offa, que concede terras próximas a Harrow, não inclui o nome do rei de Essex no rol de testemunhas. Com relação a Sussex, há evidências de poucas cartas, mas assim como Kent, as existentes não apresentam nenhuma exigência de consentimento de Etelbaldo na concessão de terras. A falta de provas não deve obscurecer o fato de que Beda, que afinal era um cronista contemporâneo, resumiu a situação da Inglaterra em 731, ao enumerar os bispos atuantes no sul da Inglaterra, e acrescentado que "todas essas províncias, juntamente com as outras ao sul do rio Humber e seus reis, estão sujeitos a Etelbaldo, rei da Mércia."
Há evidências de que Etelbaldo teve que ir à guerra para manter a sua soberania. Em 733, Etelbaldo empreendeu uma expedição contra a Saxônia Ocidental e capturou o senhor real de Somerton. A Crônica anglo-saxã também relata que quando Cutredo sucedeu Etelhardo no trono da Saxônia Ocidental, em 740, "corajosamente declarou guerra contra Etelbaldo, rei da Mércia". Três anos depois, Cutredo e Etelbaldo são descritos em luta contra os galeses. Isto poderia ter sido uma obrigação imposta pela Mércia a Cutredo; reis anteriores já haviam ajudado de maneira semelhante Penda e Vulfário, dois poderosos governantes mércios do século VII. Em 752, Etelbaldo e Cutredo novamente estão em lados opostos do conflito, e de acordo com uma versão do manuscrito, Cutredo "colocou-o [Etelbaldo] em fuga" em Burford. Etelbaldo parece ter reafirmado a sua autoridade sobre os saxões ocidentais na época de sua morte, uma vez que Cinevulfo, rei da Saxônia Ocidental, é registrado como testemunha em uma carta de Etelbaldo logo no início de seu reinado, em 757.
Em 740, é relatado uma guerra entre os pictos e os nortúmbrios. Etelbaldo, que deveria ser aliado de Óengus I, rei dos pictos, aproveitou-se da ausência de Edberto da Nortúmbria para devastar suas terras, e talvez incendiar Iorque.

## Títulos

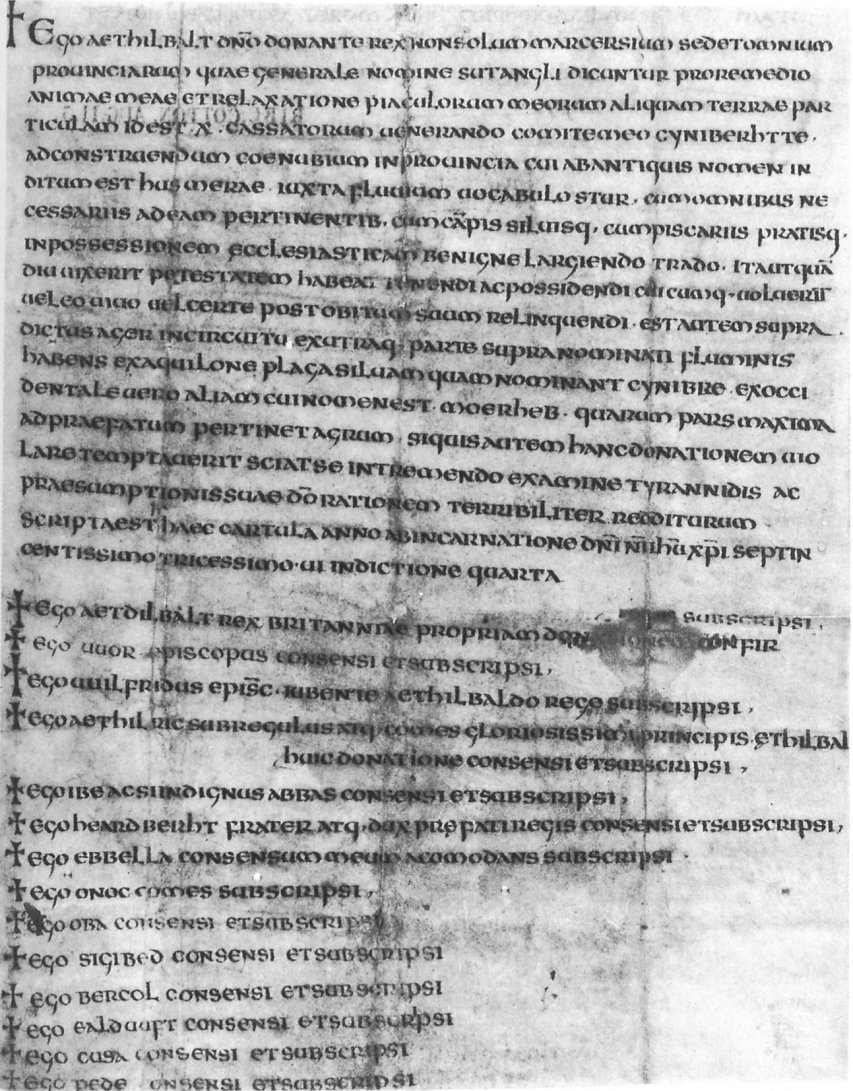
O Diploma de Ismere, uma carta do rei Etelbaldo para o ealdormano Cineberto, em 736

No início da crônica de Beda, História Eclesiástica do Povo Inglês, ele lista sete reis que governaram as províncias inglesas do sul, com reinados que datam do século V até o final do VII. Posteriormente, a Crônica anglo-saxã, outra fonte importante para o período, descreve esses sete reis como bretwaldas ou brytenwaldas, um título traduzido como "Governante da Bretanha", ou "Governante Pleno". A Crônica adiciona apenas um rei à lista: Egberto da Saxônia Ocidental, que reinou no século IX. A lista resultante de oito bretwaldas omite vários reis poderosos da Mércia. É provável que o cronista apenas adicionou o nome Egberto à lista original de sete reis de Beda, ao invés de afirmar que nenhum dos outros reis deteve semelhantes poderes na Inglaterra. O cronista era certamente um saxão ocidental, e uma vez que nem Etelbaldo, nem Ofa eram reis da Saxônia Ocidental, é possível que o cronista não os tenha mencionado por mero orgulho regional. O significado do termo "bretwalda", e a natureza do poder que esses oito reis exerceram, tem proporcionado muita investigação acadêmica. Uma interpretação sugerida é a de que uma vez que Beda foi um escritor no reinado de Etelbaldo, os sete reis originalmente listados por ele eram essencialmente os reis que poderiam ser vistos como protótipos de Etelbaldo em sua dominação da Inglaterra ao sul do rio Humber.
Outra evidência do poder de Etelbaldo, ou pelo menos seus títulos, é fornecido por uma carta importante de 736, o Diploma de Ismere, que sobrevive em uma cópia (e possivelmente original) contemporânea. Ela começa por descrever Etelbaldo como "rei não só dos mércios, mas também de todas as províncias, que são chamadas pelo nome genérico de Sul Inglês"; na lista de testemunhas, ele ainda é chamado de "Rex Britanniae", "Rei dos Bretões". Um historiador descreveu este título como "uma frase que só pode ser interpretada como uma versão em latim do título inglês Bretwalda"; mas pode ser que naquela época esses títulos não eram reconhecidos muito além de Worcester, onde este e outros documentos da década de 730, que usam títulos semelhantes, foram escritos.

## Relacionamento com a Igreja
Em 745-746, o líder missionário anglo-saxão na Alemanha, São Bonifácio, juntamente com sete outros bispos, enviou uma carta a Etelbaldo repreendendo-o por muitos pecados de roubo de receitas eclesiásticas, violação dos privilégios da Igreja, imposição ao clero de trabalho forçado, e de fornicar com freiras. A carta implorava a Etelbaldo tomar uma esposa e abandonar o pecado da luxúria:
Por isso, filho amado, rogamos a Vossa Graça por Cristo, o filho de Deus e pela Sua vinda e pelo Seu reino, que, se é verdade que está dando continuidade a este vício, modifique sua vida através da penitência, purificando-se, e tendo em mente quão vil é mudar, através da luxúria, a imagem de Deus criada em ti pela imagem e semelhança de um demônio vicioso. Lembre-se que você foi feito rei e governante de muitos, não por seus próprios méritos, mas pela abundante graça de Deus, e agora está transformando-se, por sua própria cobiça, no escravo de um espírito maligno.
Bonifácio enviou primeiramente a carta para Egberto, arcebispo de Iorque, pedindo-lhe para que corrigisse eventuais imprecisões e reforçasse aquilo que estivesse certo, e pediu para Herefrido, um sacerdote a quem Etelbaldo havia escutado no passado, para lê-la e explicá-la ao rei pessoalmente. Embora a carta de Bonifácio elogiasse a fé e a caridade de Etelbaldo, suas críticas atacam as atitudes desse rei. A alegação feita em uma lista do século IX, de doações da abadia de Gloucester, de que Etelbaldo tinha "apunhalado ou ferido" até a morte o parente de uma abadessa mércia, também contribuiu negativamente para a sua reputação.
Etelbaldo pode ter influenciado a nomeação de sucessivos arcebispos da Cantuária: Tatuíno (Tatwine), Notelmo (Nothhelm) e Cuteberto (Cuthbert), este último provavelmente o ex-bispo de Herefórdia; e apesar das fortes críticas de Bonifácio, há indícios de interferências positivas de Etelbaldo nos assuntos da Igreja. Uma carta posterior de Bonifácio a Cuteberto, arcebispo da Cantuária, fornece uma boa quantidade de informações sobre os sínodos dos francos, especialmente um ocorrido em 747, cujos decretos Bonifácio incluiu na carta. Bonifácio não sugere explicitamente a Cuteberto que ele também deveria realizar um sínodo, mas parece claro que essa era a intenção de Bonifácio. Um concílio foi, de fato, posteriormente, realizado em Clovecho (cuja localização foi perdida); Etelbaldo participou dele e, talvez, o tenha presidido. O concílio estava preocupado com a relação entre a Igreja e o mundo secular, e condenou muitos excessos por parte do clero. O concílio limitou as relações entre monges e leigos e determinou que as atividades seculares eram inaceitáveis para os monges: negócios e canções seculares foram proibidas, especialmente "músicas ridículas".

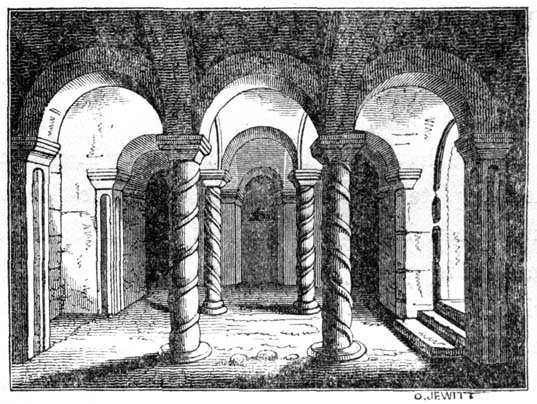
Uma gravura do século XIX da cripta em Repton onde Etelbaldo foi enterrado

Dois anos depois, em 749, no sínodo de Gumley, Etelbaldo emitiu uma carta que isentava as terras eclesiásticas de todas as obrigações, exceto a de construir fortes e pontes, obrigações que pesavam sobre todos, como parte da trinoda necessitas. Esta carta foi testemunhada apenas por bispos da Mércia, e é possível que ela não tivesse qualquer efeito fora da Mércia, com também é possível que ela fosse essencialmente parte de um programa de reforma inspirada por Bonifácio e instigada pelo concílio de Clovecho.

## Morte
Em 757, Etelbaldo foi morto em Seckington, Warwickshire, próximo à sede real de Tamworth. De acordo com uma continuação posterior da "História Eclesiástica" de Beda, ele foi "traiçoeiramente assassinado na noite por seus próprios guarda-costas", embora o motivo não tenha sido registrado. Ele foi sucedido, por breve período, por Beornredo.  Etelbaldo foi enterrado em Repton, em uma cripta que ainda pode ser vista; é relatado que um seu contemporâneo teve uma visão dele em inferno, reforçando a impressão de um rei não universalmente bem-quisto. A igreja do mosteiro no local, provavelmente, foi construída por Etelbaldo para abrigar o mausoléu real; outros sepultamentos no local incluem o de Wigstan.
Um fragmento de uma cruz de pedra sobrevive em Repton, e possui numa das faces a imagem esculpida de um homem que, sugere-se ser um memorial para Etelbaldo. A figura é de um homem vestindo uma armadura e portando uma espada e um escudo, com um diadema ao redor da cabeça.